# معركة بيليليو
دارت معركة بيليليو، التي أطلق عليها الجيش الأمريكي اسم عملية المأزق الثانية، بين الولايات المتحدة واليابان خلال حملة جزر ماريانا وبالاو في الحرب العالمية الثانية، من 15 سبتمبر حتى 27 نوفمبر عام 1944، في جزيرة بيليليو.
حارب مشاة البحرية الأمريكية من الفرقة البحرية الأولى ثم جنود من فرقة المشاة 81 بالجيش الأمريكي للاستيلاء على مهبط للطائرات في جزيرة بيليليو المرجانية الصغيرة. وكانت المعركة جزءًا من حملة هجومية أكبر عُرفت باسم عملية العلّاف، والتي استمرت من يونيو حتى نوفمبر عام 1944 في مسرح المحيط الهادئ.
توقع اللواء وليام روبرتوس، قائد الفرقة البحرية الأولى، بتأمين الجزيرة في غضون أربعة أيام. ومع ذلك، بعد الهزائم المتكررة للجيش الإمبراطوري الياباني في حملات الجزيرة السابقة، طورت اليابان تكتيكات دفاعية جديدة للجزيرة وتحصينات جيدة الصنع، ما سمح بمقاومة شديدة، وجعل المعركة تمتد إلى أكثر من شهرين. أبدى المدافعون اليابانيون الذين لم يكن عددهم كبيرًا هذه المقاومة الشديدة، غالبًا عن طريق القتال حتى الموت باسم الإمبراطور الياباني، حتى أصبحت الجزيرة تُعرف باللغة اليابانية باسم «جزيرة الإمبراطور».
في الولايات المتحدة، كانت هذه المعركة مثيرة للجدل بسبب القيمة الاستراتيجية الضئيلة للجزيرة ومعدل الإصابات المرتفع، الذي تجاوز معدل جميع العمليات البرمائية الأخرى أثناء حرب المحيط الهادئ. وصفها المتحف الوطني لسلاح مشاة البحرية بأنها «أخطر معركة في حرب مشاة البحرية».

## الخلفية
بحلول عام 1944، أدت الانتصارات الأمريكية في جنوب غرب ووسط المحيط الهادئ إلى تقريب الحرب من اليابان، حيث تمكنت القاذفات الأمريكية من ضرب الجزر اليابانية الرئيسية من القواعد الجوية التي جرى تأمينها خلال حملة جزر ماريانا (يونيو – أغسطس عام 1944). كان هناك خلاف بين هيئة الأركان المشتركة للولايات المتحدة حول استراتيجيتين مقترحتين لهزيمة الإمبراطورية اليابانية. دعت الاستراتيجية التي اقترحها الجنرال دوغلاس ماكارثر إلى استعادة الفلبين، يليها الاستيلاء على أوكيناوا، ثم هجوم على البر الرئيسي الياباني. وفضل الأدميرال تشيستر نيمتز إستراتيجية أكثر مباشرة لتجاوز الفلبين، ولكن الاستيلاء على أوكيناوا وتايوان كمناطق انطلاق للهجوم على البر الرئيسي الياباني، يليه الغزو المستقبلي لجزر أقصى جنوب اليابان. تضمنت كلتا الاستراتيجيتين غزو بيليليو، ولكن لأسباب مختلفة.
اختيرت بالفعل الفرقة البحرية الأولى للقيام بالهجوم. سافر الرئيس فرانكلين دي روزفلت إلى بيرل هاربور للقاء كلا القائدين شخصيًا والاستماع إلى حججهما. ثم اختيرت إستراتيجية ماكارثر. ومع ذلك، قبل أن يتمكن ماكارثر من استعادة الفلبين، كان من المقرر تحييد جزر بالاو، وتحديداً بيليليو وأنغاور، وإنشاء مطار لحماية الجناح الأيسر لماكارثر.

## الاستعدادات

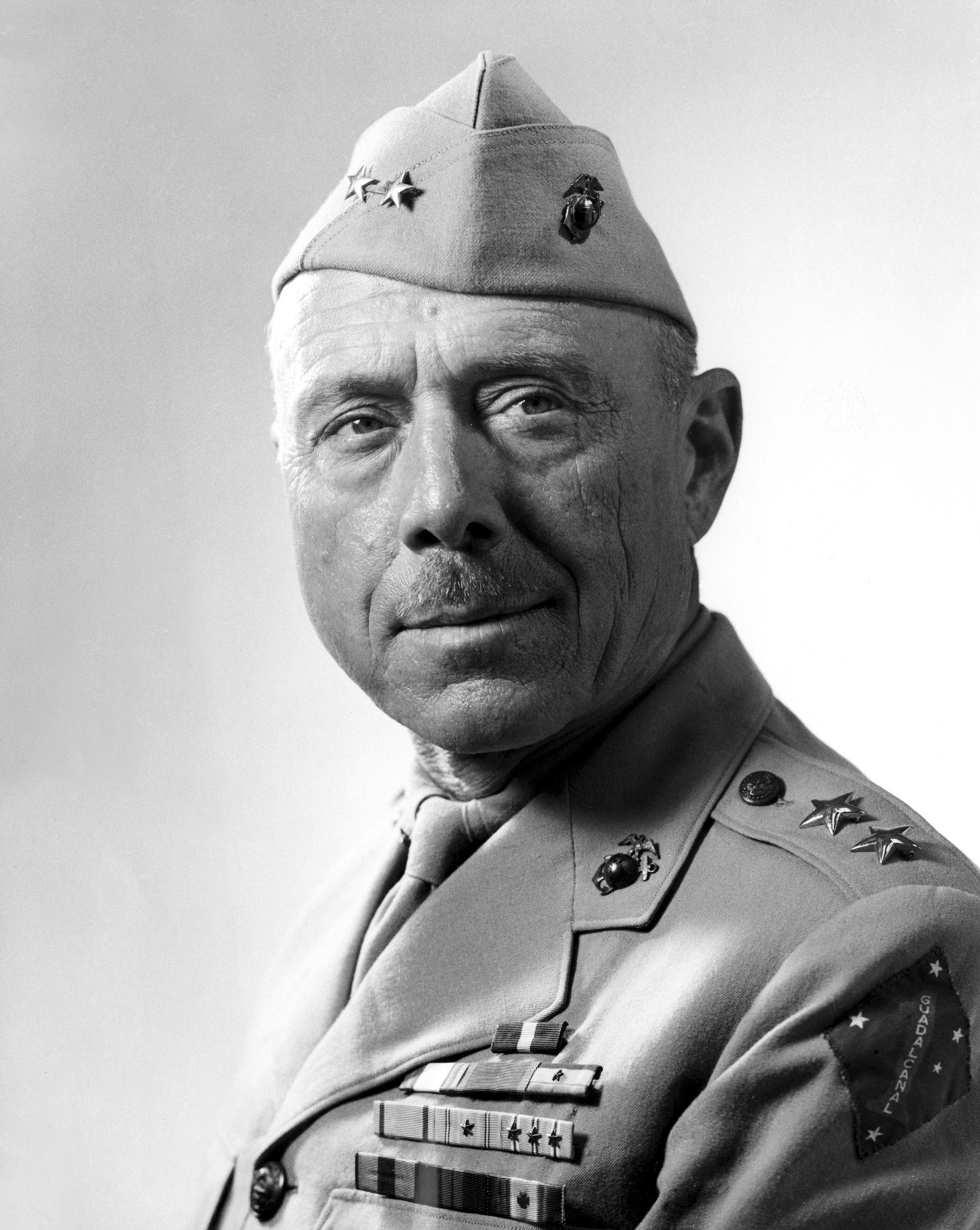
وليام هـ. روبرتوس، اللواء في قوات مشاة البحرية الأمريكية.

### الاستعدادات اليابانية
بحلول عام 1944، احتل نحو 11,000 ياباني من فرقة المشاة الرابعة عشرة جزيرة بيليليو بعمال من كوريا وأوكيناوا. قاد العقيد كونيو ناكاجاوا، قائد الفوج الثاني للفرقة، الاستعدادات للدفاع عن الجزيرة.
بعد خسائرهم في جزر سليمان وغيلبرت ومارشال وماريانا، جمع الجيش الإمبراطوري فريق بحث لتطوير تكتيكات جديدة للدفاع عن الجزيرة. اختاروا التخلي عن الاستراتيجية القديمة لمحاولة إيقاف العدو على الشواطئ، حيث سيتعرضون لنيران البحرية. ولن تؤدي التكتيكات الجديدة إلا إلى تعطيل عمليات الإنزال على حافة المياه وتعتمد على دفاع متعمق في الداخل. استخدم العقيد ناكاجاوا التضاريس الوعرة لصالحه، من خلال بناء نظام من المخابئ المحصنة بشدة والكهوف والمواقع تحت الأرض، وكلها متشابكة في نظام «قرص العسل». كما أوقف «هجمة بانزاي» التقليدية باعتبارها مضيعة للرجال وغير فعالة. أجبرت هذه التغييرات الأمريكيين على الدخول في حرب استنزاف تطلبت المزيد من الموارد.
تركزت دفاعات ناكاجاوا على أعلى نقطة في بيليليو، جبل أوموربروغول، وهي مجموعة من التلال والنتوءات الجبلية شديدة الانحدار تقع في وسط بيليليو المطلة على جزء كبير من الجزيرة، بما في ذلك المطار المهم. احتوى أوموربروغول على نحو 500 كهف من الحجر الجيري، متصلة بواسطة الأنفاق. وكانت العديد من هذه ممرات مناجم سابقة جرى تحويلها إلى مواقع دفاعية. أضاف المهندسون أبوابًا فولاذية مصفحة منزلقة ذات فتحات متعددة لخدمة كل من المدفعية والمدافع الرشاشة. وفتحت مداخل الكهوف أو عُدلت لتكون مائلة كنوع من الدفاع ضد هجمات قاذفات اللهب والقنابل اليدوية. ورُبطت الكهوف والمخابئ بنفق واسع ونظام خنادق في جميع أنحاء وسط بيليليو، ما سمح لليابانيين بإخلاء المواقع أو إعادة احتلالها حسب الحاجة، والاستفادة من تقلص الخطوط الداخلية.
كان اليابانيون مسلحين جيدًا بقذائف هاون 81 ملم (3.19 بوصة) و150 ملم (5.9 بوصات) و20 ملم (0.79 بوصة) من المدافع المضادة للطائرات، مدعومة بوحدة دبابات خفيفة وكتيبة مضادة للطائرات.
استخدم اليابانيون أيضًا تضاريس الشاطئ لصالحهم. واجه الطرف الشمالي من شواطئ الإنزال شنخة مرجانية يبلغ ارتفاعها 30 قدمًا (9.1 م) تطل على الشواطئ من شبه جزيرة صغيرة، وهي بقعة عُرفت لاحقًا لمشاة البحرية المهاجمين باسم «النقطة». فُجرت الثقوب في التلال لاستيعاب مدفع عيار 47 ملم (1.85 بوصة) وستة مدافع عيار 20 ملم. وأغلقت المواقع بعد ذلك، ولم يتبق سوى شق صغير لإطلاق النار على الشواطئ. ووضعت مواقع مماثلة على طول 2 ميل (3.2 كم) من شواطئ الإنزال.
وامتلأت الشواطئ بآلاف العوائق أمام زوارق الإنزال، خاصة الألغام وعدد كبير من قذائف المدفعية الثقيلة المدفونة والصمامات المعرضة للانفجار عند دهسها. ووضعت كتيبة على طول الشاطئ للدفاع ضد الإنزال، لكن كان الهدف منها مجرد تأخير التقدم الأمريكي الحتمي في الداخل.

### الاستعدادات الأمريكية
على عكس اليابانيين، الذين غيّروا تكتيكاتهم بشكل جذري للمعركة القادمة، لم تتغير خطة الغزو الأمريكية عن خطة الإنزال البرمائي السابقة، حتى بعد تكبد 3000 ضحية وتحمل تكتيكات التأخير لمدة شهرين ضد المدافعين اليابانيين الحصينين في معركة بياك. وفي بيليليو، اختار المخططون الأمريكيون الإنزال على الشواطئ الجنوبية الغربية بسبب قربها من المطار في جنوب بيليليو. وكان من المقرر أن يهبط الفوج البحري الأول، بقيادة العقيد لويس بي «تشيستي» بولر، على الطرف الشمالي من الشاطئ. ويهبط الفوج البحري الخامس، تحت قيادة العقيد هارولد هاريس، في المركز، ويهبط الفوج البحري السابع، تحت قيادة العقيد هيرمان هانكن، في الطرف الجنوبي.
كان فوج المدفعية التابع للفرقة سيهبط بعد أفواج المشاة، وهو الفوج البحري الحادي عشر بقيادة العقيد ويليام هاريسون. كانت الخطة هي أن يندفع الفوجان الأول والسابع إلى الداخل، وحراسة أجنحة الفوج الخامس، والسماح لهم بالاستيلاء على المطار الواقع مباشرة إلى وسط شواطئ الإنزال. وكان من المقرر أن يتقدم الفوج الخامس إلى الشاطئ الشرقي، ويقسم الجزيرة إلى نصفين. وتندفع قوات الفوج الأول شمالًا إلى أوموربروغول، بينما يقوم الفوج السابع بمسح الطرف الجنوبي للجزيرة. وتبقى كتيبة واحدة فقط في الاحتياط، مع فرقة المشاة 81 التابعة للجيش الأمريكي المتاحة للدعم من أنغاور، جنوب بيليليو.
في 4 سبتمبر، انطلقت الأفواج البحرية من مركزها في بافوفو، شمال غوادالكانال مباشرة، في رحلة بطول 2100 ميل (3400 كم) عبر المحيط الهادئ إلى بيليليو. ذهب فريق التدمير تحت الماء التابع للبحرية أولاً لإزالة العوائق من الشواطئ، بينما بدأت السفن الحربية قصفها قبل الغزو على بيليليو في 12 سبتمبر.
أما البوارج بنسلفانيا وماريلاند وميسيسيبي وتينيسي وأيداهو والطرادات الثقيلة إنديانابوليس ولويزفيل ومينيابوليس وبورتلاند والطرادات الخفيفة كليفلاند ودنفر وهونولولو، بقيادة سفينة القيادة ماونت ماكينلي، أخضعت الجزيرة الصغيرة، التي يبلغ حجمها فقط 6 ميل مربع (16 كم 2)، إلى قصف مكثف لمدة ثلاثة أيام، توقف فقط للسماح بضربات جوية من ثلاث حاملات طائرات وخمس حاملات طائرات خفيفة وإحدى عشرة حاملة مرافقة مع قوة الهجوم. قصفت الجزر خلال هذه الفترة ما مجموعه 519 طلقة من 16 قذيفة (410 ملم) و1845 طلقة من 14 قذيفة (360 ملم) و1793500 رطل (230 كغم) من القنابل.
اعتقد الأمريكيون أن القصف كان ناجحًا، إذ ادعى اللواء جيسي أولدندورف أن البحرية قد نفذت أهدافها. في الواقع، لم تتضرر غالبية المواقع اليابانية تمامًا. حتى الكتيبة التي غادرت للدفاع عن الشواطئ لم تصب بأذى. خلال الهجوم، مارس المدافعون عن الجزيرة انضباطًا غير معتاد في إطلاق النار لتجنب التخلي عن مواقعهم. نجح القصف فقط في تدمير الطائرات اليابانية في الجزيرة، وكذلك المباني المحيطة بالمطار. بقي اليابانيون في مواقعهم المحصنة، وعلى استعداد لمهاجمة قوات الإنزال الأمريكية.